# Steyr 545
Der Steyr 545 ist ein Traktor aus der Steyr Plus-Serie von Steyr Daimler Puch. Er wurde von 1972 bis 1977 gebaut.
1971 wurde die bestehende Plus-Serie mit den Typen Steyr 30, Steyr 40, Steyr 50, Steyr 70 und Steyr 90 aus Marketinggründen auf dreistellige Typenbezeichnungen umgestellt und gleichzeitig wurden einige Änderungen vorgenommen, die sich zum Teil auch an der Leistung auswirkten. Der neue Steyr 540 ersetzte daher den um zwei PS schwächeren Steyr 40 und der Steyr 650 ersetzte den Steyr 50. Mit dem neuen Steyr 545 wurde leistungsmäßig die Lücke geschlossen.
Der wassergekühlte Dieselmotor des Typs WD 308 mit drei Zylindern und 2,355 l Hubraum hatte eine Leistung von rund 33 kW (45 PS). Das Getriebe hatte acht Vorwärtsgänge und acht Rückwärtsgänge, auf Wunsch auch bis zu 16 Vorwärtsgänge und 16 Rückwärtsgänge. Die Höchstgeschwindigkeit wurde mit 27 km/h angegeben.
Der Traktor war als Steyr 545 in der Hinterradversion und als Steyr 545 a in einer Allradversion erhältlich. Zusätzlich gab es noch eine Schmalspurversion als Steyr 545 s. Eine Kabine war auf Wunsch zu haben.
1977 wurde der Steyr 545 durch den etwas stärkeren Steyr 548 ersetzt.
Die Karosserie wurde vom französischen Industriedesigner Louis Lucien Lepoix entworfen.